# Benjamin Lev
Benjamin Lev (Beirut, 10 dicembre 1935) è un attore libanese naturalizzato italiano, attivo negli anni sessanta e settanta.

## Biografia
Visse una breve stagione di popolarità dopo la partecipazione al film I sette fratelli Cervi (1968).
Talvolta apparve come spalla di attori di vario livello, più spesso come terzo attore. In alcuni film ebbe il ruolo di protagonista: Lo strano ricatto di una ragazza per bene (1974), Scusi Eminenza... posso sposarmi? (1975), Movie Rush - La febbre del cinema (1976).
Durante le riprese del film Liberi armati pericolosi (1976), venne arrestato con l'accusa di traffico di stupefacenti. Venne scarcerato nel 1977.

## Filmografia

Benjamin Lev nel film Allonsanfàn (1974)

- I sette fratelli Cervi, regia di Gianni Puccini (1968)
- Serafino, regia di Pietro Germi (1968)
- L'interrogatorio, regia di Vittorio De Sisti (1969)
- FBI - Francesco Bertolazzi investigatore, regia di Ugo Tognazzi (1970) - miniserie televisiva
- Città violenta, regia di Sergio Sollima (1970)
- Le avventure di Gerard (The Adventures of Gerard), regia di Jerzy Skolimowski (1970)
- Madness gli occhi della luna, regia di Cesare Rau (1971)
- Attenzione alla puttana santa (Warnung vor einer heiligen Nutte), regia di Rainer Werner Fassbinder (1971)
- L'occhio nel labirinto, regia di Mario Caiano (1972)
- Amore e ginnastica, regia di Luigi Filippo D'Amico (1973)
- Allonsanfàn, regia di Paolo e Vittorio Taviani (1974)
- Lo strano ricatto di una ragazza per bene, regia di Luigi Batzella (1974)
- Carambola, filotto... tutti in buca, regia di Ferdinando Baldi (1974)
- Scusi Eminenza... posso sposarmi?, regia di Salvatore Bugnatelli (1975)
- Liberi armati pericolosi, regia di Romolo Guerrieri (1976)
- Movie Rush - La febbre del cinema, regia di Ottavio Fabbri (1976)